# MODx
 (février 2017).
MODX est une plateforme de gestionnaire de contenu (en anglais CMF content management framework) extrêmement extensible et modulaire permettant de réaliser des systèmes de gestion de contenu personnalisables à destination de site Internet ou Intranet.
Dans le concours 2010 du meilleur CMS Open source organisé par la société britannique Packt, MODX est arrivé 3e dans la catégorie Best Open Source PHP Content Management System, 2e en 2009 dans la catégorie OverHall Winner, et 1er dans la catégorie Most Promising Open Source CMS en 2007.

## Historique
En mars 2005, Raymond Irving et Ryan Thrash créent Modx qui est un fork du CMS Etomite.
En Mai 2005, Jason Coward rejoint le projet. Deux ans plus tard, Raymond Irving quitte le projet. l'année suivante, Shaun McCormick intègre l'équipe MODX.
En 2008, Les utilisateurs de MODX créent un nouveau logo[pertinence contestée].
Le développement de la future version majeure, MODX 3, a été lancé début 2018.
La version 3.0.0 est rendue publique le 30 mars 2022.

## Caractéristiques
MODX permet une séparation complète entre le contenu, l'apparence, le comportement (JavaScript) et la logique (PHP, snippets).
Une gestion de droits d'accès très précise peut être mise en place via l'interface de gestion des accès (ACL), par groupe d'utilisateurs, par rôle, ou par utilisateur. Il est ainsi possible de restreindre ou d'autoriser tout ou partie des contextes publics ou de l'administration selon des profils déterminés.
MODX utilise xPDO, une librairie orientée objet, pour la gestion des modèles de données.
 (février 2017).
MODX possède aussi les caractéristiques suivantes :
- l'installation de MODX se réalise à travers une IHM conviviale sur un navigateur web,
- MODX possède un éditeur WYSIWYG,
- La gestion de l'application s'effectue entièrement sur un navigateur web,
- MODX peut être installé sous les serveurs web comme IIS, Apache, Lighttpd, Cherokee, Hiawatha et Zeus,
- MODX supporte différentes bibliothèques Ajax dont jQuery, MooTools, ExtJS et Prototype
- MODX réalise un contrôle complet sur le metadata, la structure de URL pour optimiser le référencement,
- L'IHM est traduite dans 20 langues différentes.

## Versions
- Version 0.9.x[6]
C'est la première version de MODx, sortie le 28 octobre 2005, directement issu de Etomite. Cette version n'est plus maintenue.
- Version 1.x Evolution[7]
C'est une version stable et éprouvée possédant des centaines de plugins apparue le 30 juillet 2009. Evolution est toujours maintenue.
- Version 2.x Revolution
La version 2.0.0 Revolution est sortie le 21 juillet 2010.
Les principales nouveautés de cette version sont les suivantes [8]:
  - L’augmentation des performances (exécution et gestion des caches),
  - La levée de certaines limites comme le nombre de pages limité auparavant à 5000,
  - La réécriture de la partie Administration autour des API MODX, ExtJS de Sencha, et Smarty,
  - un nouveau gestionnaire des accès et des permissions avec une granularité très fine.
- Version 3.à Revolution
La version 3 est sortie le 30 mars 2022.
Les principales nouveautés de cette version sont les suivantes [4] : 
  - Amélioration de l'interface utilisateur
  - Connexion sans mot de passe
  - Sélecteur de modèle
  - Fil d'ariane dans le gestionnaire
  - Modernisation du code du noyau
    - Espace de noms dans le noyau
    - Dépendances auto-chargées par Composer
    - Ajout d'un conteneur d'injection de dépendances, y compris de nouveaux services HTTP standardisés
    - xPDO 3 permet d'utiliser des espaces de noms dans les modèles personnalisés et d'utiliser de nouveaux outils CLI pour la génération de modèles.